# NGC 5871
NGC 5871 é uma estrela na direção da constelação de Virgo. O objeto foi descoberto pelo astrônomo Wilhelm Tempel em 1882, usando um telescópio refrator com abertura de 11 polegadas. 